# Hobart
Hobart je hlavní a nejlidnatější město australského ostrovního státu Tasmánie. Jde o druhé nejstarší město Austrálie (po Sydney). Bylo založeno v roce 1804 jako trestanecká kolonie, pojmenováno bylo po britském ministrovi kolonií lordu Hobartovi.
V celé městské aglomeraci zvané Greater Hobart (Větší Hobart) bylo při sčítání lidu v roce 2011 napočteno 211 656 obyvatel. V samotném Hobartu (City of Hobart) žije přibližně 197 tisíc obyvatel. K roku 2022 čítala aglomerace kolem 259 178 obyvatel, což je značný nárůst oproti předešlým letům. 
Město je finančním a administrativním srdcem Tasmánie, jakož i domovským přístavem australských a francouzských antarktických výprav a operací.

## Historie

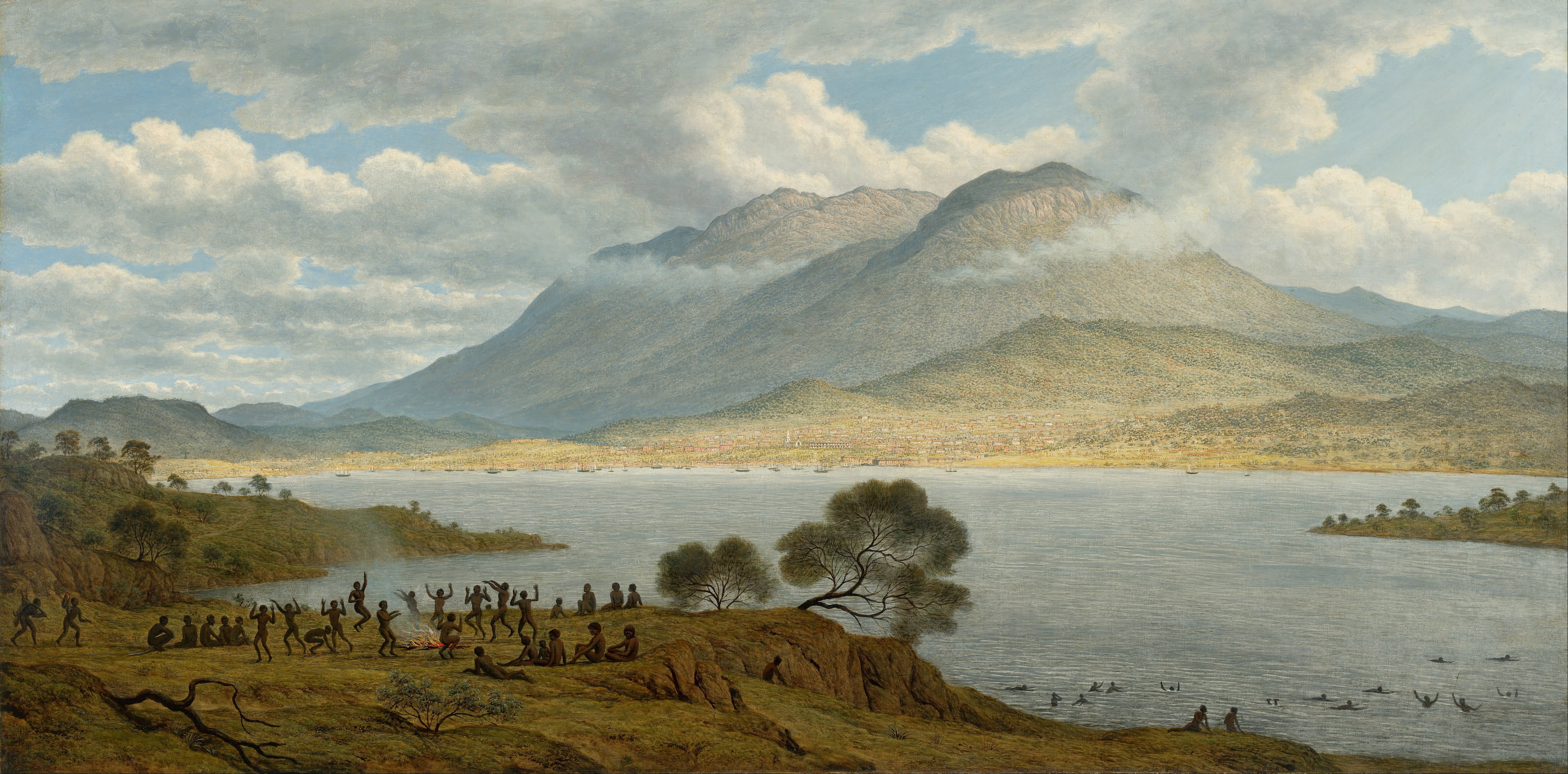
Hora Wellington a původní obyvatelé Hobartu na obraze Johna Glovera (1823)

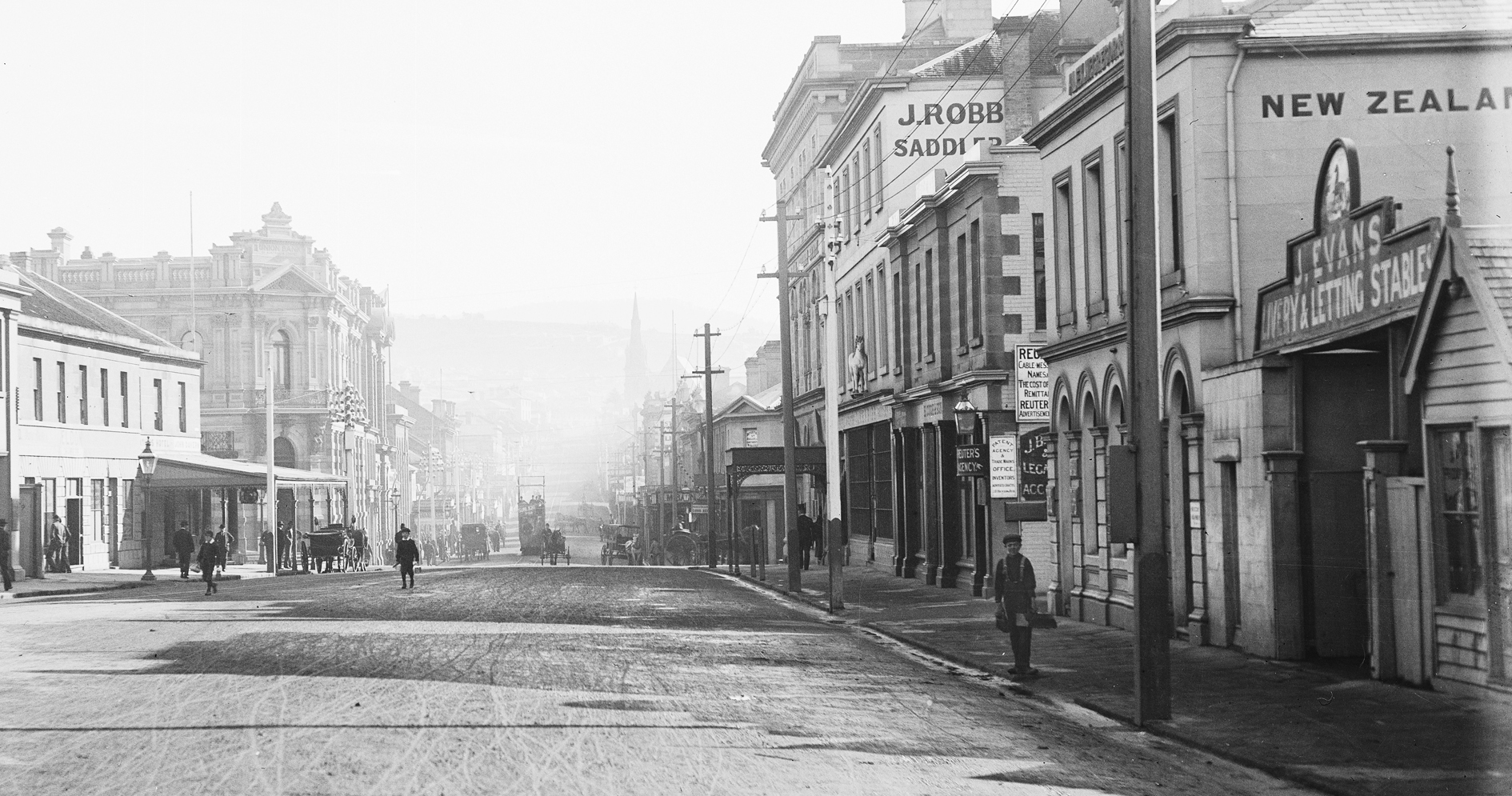
Elizabeth Street s bankou, patentovým úřadem a stájemi v roce 1910

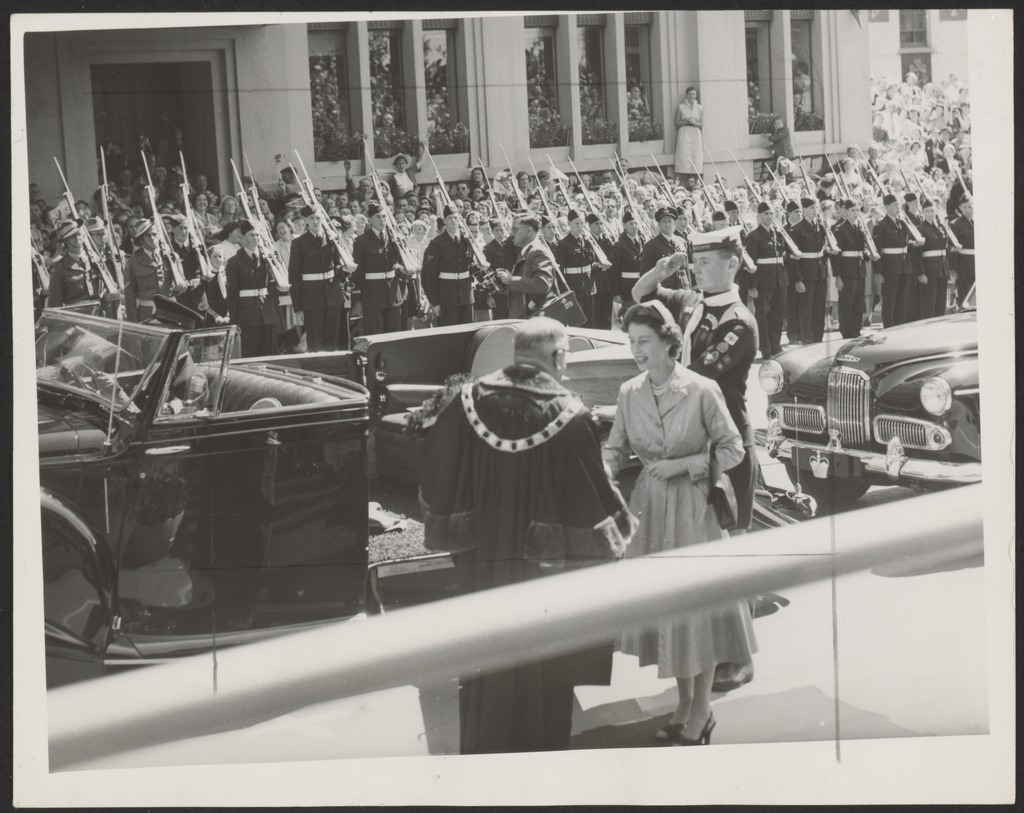
Královna Alžběta II. při přijetí hobartským starostou na návštěvě města v roce 1954

Hobart je druhé nejstarší město v Austrálii po Sydney. Historie města začala v roce 1803 na místě dnešní Risdon Cove, kdy britský guvernér David Collins založil trestaneckou kolonii s asi 300 trestanci, několika námořníky a asi 30 svobodnými osadníky. V roce 1804 byla osada přesunuta na západní stranu řeky Derwent do dnešní zátoky Sullivans Cove, pod horou Wellington (1271 m n. m.) a byla pojmenována po Robertu Hobartovi, 4. hraběti z Buckinghamshire. Původně se jmenovala Hobart Town nebo Hobarton.
Původními obyvateli oblasti byli Tasmánci kmene  Muwinina, kteří své sídlo nazývali Nipaluna. Postupně byli vyhnáni nebo zabiti. Velrybáři unášeli jejich ženy a dívky na své lodě za sexuálními účely. Importované nemoci jako chřipka, spalničky či neštovice dále decimovaly domorodé obyvatelstvo, protože jim chyběla imunizace. První kamenné domy ze zdejšího pískovce vznikaly již od roku 1813, v roce 1824 byl založen první pivovar Cascade Brewery.
Charles Darwin navštívil město v roce 1836 jako součást expedice. V té době mělo město asi 14 000 obyvatel, celá Tasmánie asi 36 000 obyvatel. Od roku 1842 se osada mohla nazývat městem; Svůj současný zkrácený název získala v roce 1881. První britští kolonisté přivezli také svého architekta Johna Lee Archera (1791–1852), který navrhoval všechny stavby v jednotném stylu v letech 1813–1850.
Dovoz trestanců skončil v 50. letech 19. století, poté město procházelo obdobími růstu a úpadku. Počátkem 20. století došlo k ekonomickému rozmachu díky těžbě surovin, zemědělství a vlastnímu průmyslu. Ztráty mužů, kteří padli v obou světových válkách, vyrovnal příliv imigrace v 50.–70. letech. Navzdory nárůstu asijského obyvatelstva a imigrace z jiných neanglicky mluvících oblastí je populace Hobartu až do současnosti převážně etnicky anglo-keltská a má nejvyšší procento obyvatel narozených v Austrálii mezi hlavními městy Austrálie.
Hobart je v současnosti finančním a administrativním centrem Tasmánie, slouží jako domovský přístav pro australské i francouzské antarktické operace a významná turistická destinace.

## Památky, kultura a vzdělání

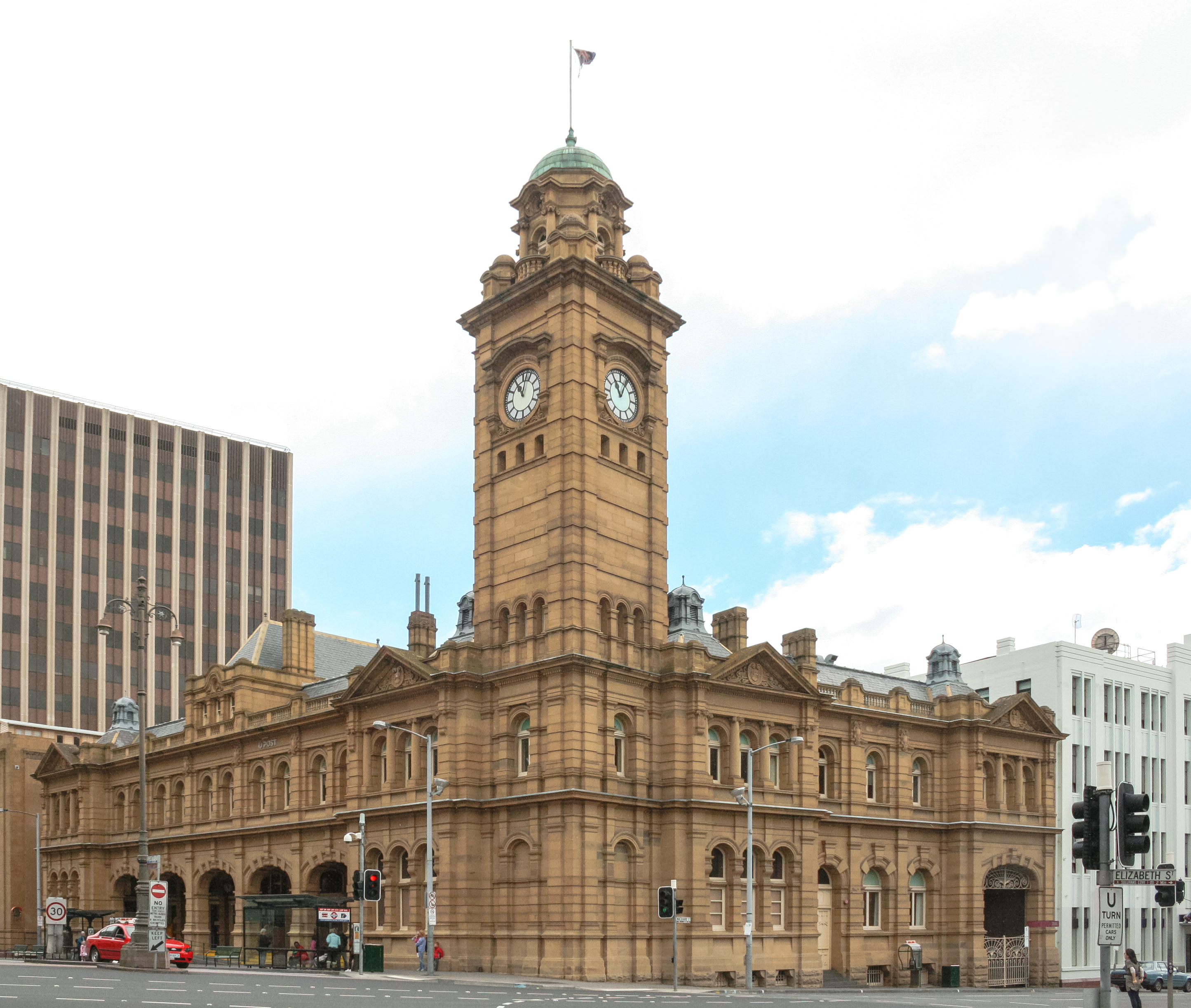
Hlavní pošta Tasmánie

- Vězeňská budova s kaplí – historická budova z 10. let 19. století, nyní muzeum
- Anglesea Barracks – blok domů prvních přistěhovalců z roku 1813
- Soldiers' Barracks – blok domů britské vojenské posádky ze 40. let 19. století
- Maják na mysu Bruny z roku 1836 (nyní solární elektrárna)
- Royal Theatre (královské divadlo), drobná klasicistní budova z roku 1837
- General Post office (hlavní pošta s hodinovou věží)
- Wrest Point Hotel Casino – 17patrový hotel s kasinem z roku 1973 je dominantou centra města, stojí v zálivu Sandy Bay na místě tasmánského prvního legálně otevřeného kasina
- Museum of Old and New Art (MONA) – Muzeum starého a nového umění, založeno roku 2011, největší soukromé muzeum výtvarného a hudebního umění na jižní polokouli
- Univerzita Tasmánie: Institut pro námořní a antarktická studia z roku 2013

## Sport
- Ve městě se každoročně v lednu hraje profesionální tenisový turnaj  WTA Hobart International
- Hobart byl jedním z dějišť Mistrovství světa v kriketu v roce 1992, Mistrovství světa v kriketu 2015 a Mistrovství světa T20 v roce 2022.

## Partnerská města
- Barile (2009)
- Fu-čou, Čína (2015)
- Jaizu, Japonsko (1977)
- L'Aquila, Itálie (1980)
- Nymburk, Česko (1989)
- Si-an, Čína (2015)
- Valdivia, Chile (1998)